# General Morales
General Morales, auch als Socarte bekannt, ist eine Ortschaft und eine Parroquia rural („ländliches Kirchspiel“) im Kanton Cañar der ecuadorianischen Provinz Cañar. Die Parroquia besitzt eine Fläche von 114,2 km². Die Einwohnerzahl lag im Jahr 2010 bei 3400. 

## Lage
Die Parroquia General Morales liegt an der Westflanke der Anden. Im Norden reicht das Areal bis zum Río Chanchán. Der etwa 2590 m hoch gelegene Hauptort befindet sich 19,5 km nordnordwestlich des Kantonshauptortes Cañar. Eine 5,5 km lange Nebenstraße verbindet General Morales mit der weiter östlich verlaufenden Fernstraße E35 (El Tambo–Alausí).
Die Parroquia General Morales grenzt im Nordosten an die Provinz Chimborazo mit den Parroquias Huigra (Kanton Alausí) und Llagos (Kanton Chunchi), im Südosten an die Parroquia Zhud, im Süden an den Kanton Suscal, im Südwesten an die Parroquia Chontamarca sowie im Nordwesten an die Parroquia Ventura.

## Geschichte
Die Parroquia General Morales wurde am 30. Juni 1925 gegründet.